# Груздь красно-коричневый
Груздь красно-коричневый (лат. Lactárius vólemus) — гриб рода Млечник (лат. Lactarius) семейства Сыроежковые (лат. Russulaceae). 
Синонимы
- Русские: молоча́й, подмоло́чник, подоре́шник, глады́ш, глады́х, красну́шка, поддубёнок
- Латинские:
  - Agaricus volemus Fr., 1821basionym
  - Galorrheus volemus (Fr.) P.Kumm., 1871
  - Lactifluus volemus (Fr.) Kuntze, 1891

## Описание
Шляпка ∅ 5—15 см, очень мясистая, округло-выпуклая, затем распростёртая, слабо вдавленная в центре, плотная, с загнутым вниз краем. Кожица гладкая, тонко-волокнистая, затем голая, иногда растрескивающаяся, матово-оранжевая, без зон, почти сухая.
Мякоть беловатая, плотная, но ломкая, на вкус сладкая, запах у молодых грибов приятный, у старых напоминает сельдь или крабов. Млечный сок обильный, клейкий, белый, быстро становится серовато-коричневым, вкус его горьковато-смолистый.
Ножка 4—10 см в высоту, ∅ 1—3 см, бархатистая, толстая, крепкая, цилиндрическая и слегка суживающаяся книзу. Цвет такой же как у шляпки или светлее.
Пластинки приросшие или слабо нисходящие, мясистые, узкие, частые, слегка разветвлённые. Цвет беловатый с розовым или желтоватым оттенком. При прикосновении образуются ярко-коричневые пятна.
Споровый порошок беловатый или светло-охристый, споры 8,5 мкм, округлые, сетчатые, амилоидные.

## Изменчивость
Цвет шляпки варьирует от светлого оранжево-желтоватого до светлого красновато-коричневого с более тёмными пятнами — особенно в центре. Ножка того же цвета, что и шляпка, только чуть бледнее и иногда желтее в верхней части. Цвет пластинок варьирует от кремового до бледно-палевого. Мякоть беловатая, но со временем буреет.
Разновидность Lactarius volemus var. oedematopus (также рассматриваемая как самостоятельный вид) имеет более тёмный красно-коричневый или медный цвет.

## Экологияи распространение
Образует микоризу с хвойными и лиственными породами. Растёт в лиственных, хвойных и смешанных лесах, в сырых местах, в горах встречается до высоты 1000 м над уровнем моря. Широко распространён, но встречается относительно редко. Растёт в одиночку и небольшими группами.
Сезон август — октябрь.

## Сходные виды
- Млечник неедкий (Lactarius mitissimus) и близкие виды мельче, с гладкой, нерастрескивающейся кожицей и без бархатистости на ножке.

## Пищевые качества
Съедобный гриб, на Западе считается деликатесным, в России же не пользуется особой популярностью. Используется в основном для засола и маринования, можно и жарить. Рекомендуется предварительно отваривать для удаления неприятного запаха.